# Obispo (embutido)
El obispo es un embutido elaborado de carne de cerdo y originario del municipio de Tenancingo, en el Estado de México, al sur de la capital, Toluca. Incorpora diferentes partes del animal: carnes, vísceras, la médula espinal y, lo que le da su sabor particular, los sesos, todo ello embutido y cosido en el estómago del cerdo. Además, se le agregan diferentes especias, pasas, piñones, almendras, chile. También existen versiones con carne de pollo (a veces, carne molida de res) y versiones «más básicas» sin especias ni condimentos, además de la versión más dulce. En la actualidad también se están vendiendo obispos sin los sesos, para abaratar su precio.
Desde 2004 se celebra la Feria del Obispo, que se celebra en agosto en el Jardín Morelos en la ciudad de Tenancingo de Degollado, la principal ciudad y cabecera del municipio de Tenancingo. En 2020 dará lugar a su 17.ª edición.
El obispo se remonta, por lo menos, a los años 30. Muchos lo consideran un manjar y, de hecho, de aquí parece provenir su nombre según la sabiduría popular: un grupo de religiosos lo probaron y lo calificaron de «comida digna de un obispo». Otras historias cuentan que un obispo se acercó a la ciudad en una visita pastoral y le prepararon especialmente este embutido. También se dice que es por el tono morado que adquiere al freírse, similar al color de la sotana obispal. Ocasionalmente, en vez de freírse, se hornea.
Una forma típica de consumirlo es en tacos. Tanto en Tenancingo como en Toluca es común encontrar tacos de obispo.